# 伊萨基亚斯·凯罗斯
伊萨基亚斯·凯罗斯（葡萄牙語：Isaquias Queiroz，1994年1月3日—），巴西男子皮划艇运动员。他曾代表巴西参加2016年和2020年夏季奥林匹克运动会皮划艇比赛，获得一枚金牌、二枚银牌和一枚铜牌。